# Elena Lucrezia Cornaro Piscopia
Elena Lucrezia Cornaro Piscopia (Venècia, 5 de juny de 1646 - Pàdua, 26 de juliol de 1684) fou una filòsofa veneciana, la primera dona a assolir una titulació universitària. El 1678 Elena Cornaro Piscopia va rebre el títol de Doctora en Filosofia per la Universitat de Pàdua. Tenia trenta-dos anys i era la primera dona del món que es doctorava.
Famosa pel seu domini de les llengües, que la va fer mereixedora del títol d'oraculum septilingue (parlava hebreu, castellà, llatí, grec, àrab i francès a més de la llengua materna), estudià matemàtiques, filosofia i teologia. El parlament que li atorgà el doctorat fou un comentari d'Aristòtil, que li obrí la porta de diverses acadèmies i cercles de debat. Va ser considerada una música experta, ja que dominava el clavicèmbal, el clavicordi, l'arpa i el violí.
Refusà casar-se per poder dedicar-se a l'estudi i a la caritat, per la qual cosa als dinou anys esdevingué oblata benedictina.

## Biografia
Va néixer al Palazzo Loredan, a Venècia, República de Venècia, el 5 de juny de 1646. Va ser la tercera filla de Giovanni Battista Cornaro-Piscopia, procurador de San Marco, i Zanetta Boni, una camperola que no estava casada amb Giovanni (amb qui va tenir quatre fills més) quan va néixer Elena. Els pares van tenir una llarga relació i no es van casar fins al 1654. A causa dels orígens de la mare, els dos fills Francesco i Girolamo no podien entrar en el Llibre d'or de la noblesa fins que el 1664, mitjançant el pagament de 105.000 ducats, es va obtenir aquest reconeixement.
Elena Lucrezia procedia d'una família de gran prestigi cultural; el seu besavi Giacomo Alvise Cornaro havia estat un científic amic de Galileu, i l'avi, Girolamo Cornaro, havia creat una important biblioteca i una col·lecció de pintures i instruments científics. El seu pare era procurador de la basílica de Sant Marc, un càrrec molt alt en la república, fet que li permetia residir a la plaça de Sant Marc.
Probablement el seu pare es va adonar de les qualitats de la seva filla i, atès que estava a favor del coneixement, va considerar que el fet que una dona destaqués en el camp dels estudis contribuiria encara més a donar prestigi al nom de la família. Elena no va voler decebre el seu pare, i com que no tenia la intenció d'adquirir erudició per lluir en els salons i acadèmies, el 1665 es va convertir en oblata benedictina; d'aquesta manera, mentre observava la regla de l'orde, podria evitar la reclusió monàstica i continuar els seus estudis.
Així va ser com el seu pare seguí el consell de Giovanni Fabris, un sacerdot amic de la família, i Elena va rebre la millor educació amb mestres de gran prestigi, com per exemple Giovani Battista Fabris, rector de l'església de Sant Lluc, i Alvise Gradenigo, bibliotecari de la Biblioteca Nacional Marciana, que li van ensenyar grec, mentre que el canonge de Sant Marc, Giovanni Valier, llatí. Carlo Rinaldini, professor de la Universitat de Pisa, li va ensenyar filosofia; el rabí Shemel Aboaf, hebreu i castellà, i Felice Rotondi, que més tard es va convertir en professor de la Universitat de Pàdua, li ensenyà teologia.
El fet de saber grec, llatí, hebreu, castellà, francès i àrab li va valer el títol d'Oraculum Septilingue. El 1665 va prendre els hàbits en un temple benedictí, encara que no va arribar a ser monja. El 1669 va traduir Colloquio di Cristo nostro Redentore all'anima devota, del monjo cartesià Giovanni Laspergio, de l'espanyol a l'italià.
Coneguda per la seva erudició, va ser rebuda el 1669 a l'Accademia dei Ricovarti de Pàdua, i més tard a l'Accademia degli Infecondi de Roma, a l'Accademia degli Intronati de Siena, i l'Accademia degli Erranti de Brescia. El 1670 va ser elegida presidenta de la societat veneciana de l'Accademia dei Pacifici.

## Universitat i graduació

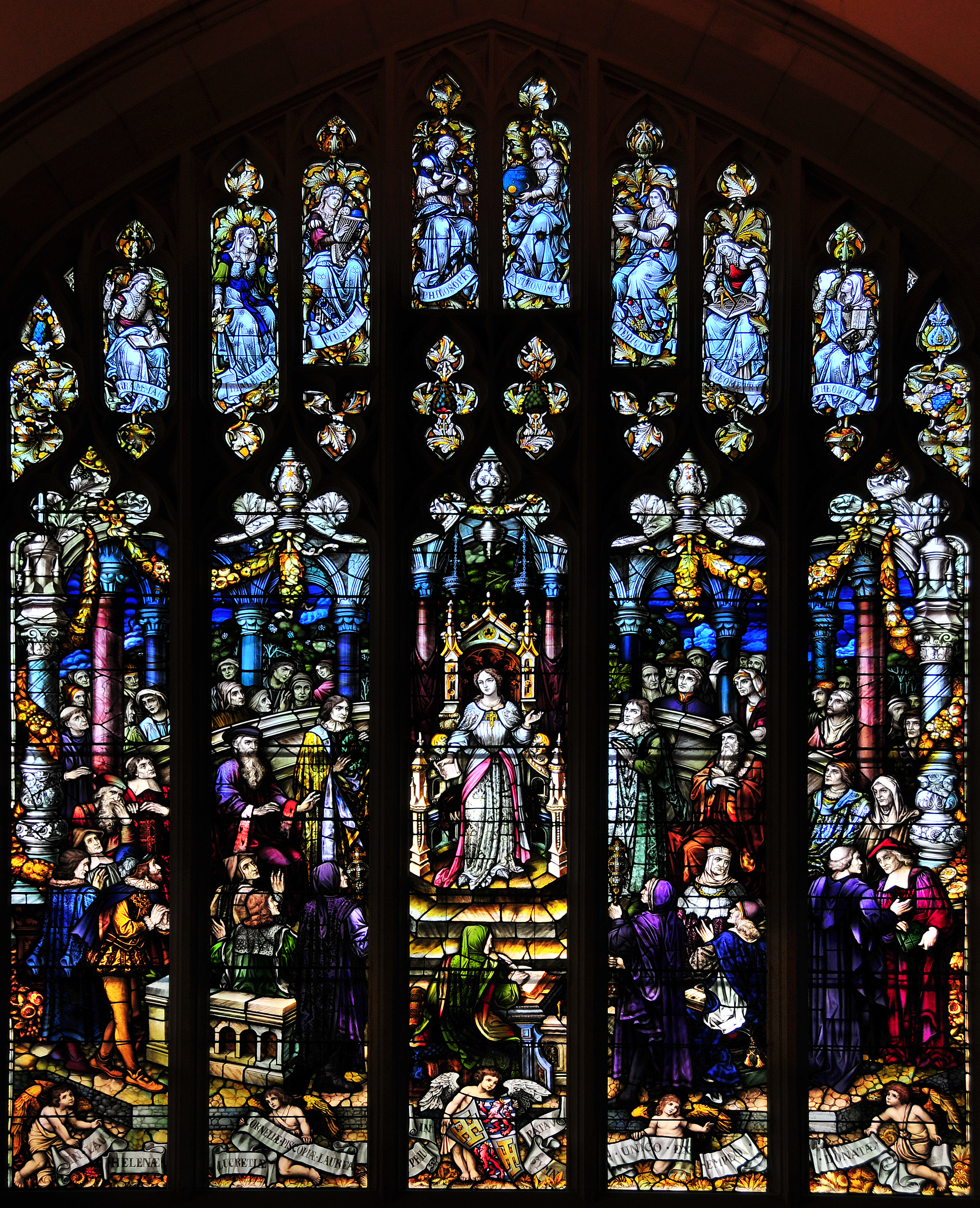
Vitrall amb l'escena d'atorgament del doctorat en Filosofia

Seguint les recomanacions de Carlo Rinaldini, el seu tutor de filosofia, Felice Rotondi, va sol·licitar a la Universitat de Pàdua que li atorgués el títol de doctora en teologia. Quan Gregorio Barbarigo, bisbe de Pàdua, va rebre la notícia que Elena Cornaro estava intentant obtenir el doctorat en teologia, es va negar a atorgar-li'l, tot al·legant que era una dona. Tanmateix, li va permetre obtenir el títol de doctora en filosofia] i, després d'una carrera brillant, el 25 de juny de 1678, es va graduar a la catedral de Pàdua, davant la presència de les autoritats de la universitat, els professors de totes les facultats, els estudiants i la majoria dels senadors venecians, juntament amb nombrosos convidats de les universitats de Bolonya, Perusa, Roma i Nàpols. En el seu parlament en llatí va fer un comentari sobre un text d'Aristòtil. En acabar, el professor Rinaldini va procedir a atorgar-li la insígnia de doctora i el llibre de filosofia, i li va col·locar la corona de llorers corresponent, l'anell i la musseta d'ermini sobre les espatlles. Aquesta escena ha estat plasmada en el vitrall anomenat Cornaro, situat a l'ala oest de la Biblioteca Thompson Memorial del Vassar College.
El 1678 va impartir matemàtiques a la Universitat de Pàdua i va dedicar els últims set anys de la seva vida a l'estudi i la caritat.
Va morir a Pàdua el 1684 de tuberculosi, i va ser sepultada a la basílica de Santa Justina. Se li van fer funerals a Venècia, Pàdua, Siena i Roma. A la Universitat de Pàdua es va erigir una estàtua en la seva memòria, i el 1685, es va crear una medalla en honor seu.

### Obra
Tot i que va ordenar que es destruïssin tots els seus manuscrits després de la seva mort, el 1688 es van publicar els seus discursos acadèmics, traduccions i tractats religiosos a Parma. En vida només havia publicat, el 1669, una traducció al castellà de l'opuscle espiritual Colloquio di Cristo all'anima devota de Giovanni Lanspergius.
Cornaro va ser una de les primeres dones que va rebre un títol acadèmic avançat; altres exemples en són Beatriz Galindo i Juliana Morell. Altres dones que van ser pioneres a rebre doctorats en l'era moderna van ser Sófia Kovalévskaia i la historiadora Stefania Wolicka, totes dues al voltant de l'any 1875.